# Théodore-Édouard Fieuzal
Théodore-Édouard Fieuzal, né le 11 mai 1836 à Cahors et mort à 28 juillet 1888 en son domicile dans le 8e arrondissement de Paris, est un médecin et ophtalmologue français.

## Biographie
À l’issue de ses études médicales à Paris, Fieuzal a soutenu sa thèse de doctorat en 1862.
Il est chirurgien major durant la guerre franco-allemande de 1870, ce qui lui vaut la Légion d’honneur, le 14 janvier 1879.
Devenu directeur de la clinique de Louis de Wecker, il a été l’un des médecins qui ont soigné son ancien camarade de lycée Léon Gambetta, lorsqu’il a dû se faire énucléer l’œil droit. C’est grâce à l’influence de dernier qu’il a pu, par la suite, établir un établissement de soins oculaires à l’hospice des aveugles de l’Hospice des Quinze-Vingts en 1880, où il a été médecin en chef de 1882 à 1888.
Il est à l’origine, toujours avec Gambetta et Alphonse Péphau, autre ancien camarade de lycée de la « Société nationale d’assistance pour les aveugles travailleurs » en 1880 et de l’« École Braille », en 1883 à Maisons-Alfort transférée à Saint-Mandé en 1889.
Il était le directeur de l’Hospice national des Quinze-Vingts, lors de la fondation de la Clinique nationale ophtalmologique annexée à l’Hospice, il est mort prématurément des suites d’un érysipèle, après six jours de maladie seulement. Quelques semaines avant sa mort, il avait publié Annales du laboratoire de l’Hospice.

## Publications
- De l’accouchement prématuré à l’aide d’un nouveau moyen , [Thèse de Médecine], imp. Parent (Paris), 1863.
- Clinique ophtalmologique de l’hospice des Quinze-Vingts : compte-rendu statistique des opérations pratiquées pendant l’année 1874, Paris, Vve Adrien Delahaye, 1876, Hôpital des Quinze-Vingts (Paris) éditeur scientifique, lire en ligne sur Gallica.
- « Mort apparente d’un enfant causée par le chloroforme. Rappel à la vie », Gazette des hôpitaux civils et militaires (Lancette française), t. 48e année,‎ 1875, p. 586 (lire en ligne, consulté le 1er septembre 2020).
- Fragments d’ophtalmologie. Clinique de l’hospice des Quinze-Vingts. [Compte-rendu analytique des maladies observées et des opérations pratiquées pendant les années 1875, 1876 et 1877], Paris, Vve Adrien Delahaye, 1879, lire en ligne sur Gallica.
- « Amblyopie hystérique », Le progrès médical : journal de médecine, de chirurgie et de pharmacie, 1re série, t. 7,‎ 1879 (lire en ligne, consulté le 1er septembre 2020).
- « Mémoire sur la prévention de la cécité », dans Congrès international d’hygiène et de démographie, Ch. Schuchardt, 1883.
- Hygiène de la vue dans les écoles. Instructions pratiques, [Rapport communiqué à la Société de médecine publique dans la séance du 23 novembre 1885].
- « Des verres colorés en hygiène oculaire », Revue d’hygiène et de police sanitaire, no 7,‎ 1885, p. 952-7 (lire en ligne, consulté le 1er septembre 2020).

Traductions
- Causes et prévention de la cécité, par le docteur Ernst Fuchs, G. Steinheil (Paris), 1885, lire en ligne sur Gallica.